# Тайна нераскрытых преступлений
«Тайна нераскрытых преступлений» (англ. Cold Squad) — канадский детективный телесериал в жанре полицейской драмы. Его премьера состоялась на телеканале CTV 23 января 1998 года в 22:00 по местному времени. Высоко оценённый кинокритиками, телесериал стал очень популярен в Канаде, его снимали вплоть до 2005 года. С семью сезонами и 98 сериями он стал самым продолжительным драматическим сериалом в прайм-тайм на канадском телевидении.

## Синопсис
Телесериал рассказывает о полицейских Ванкувера, работающих в отделе по расследованию убийств. Им приходится иметь дело как с убийствами, совершёнными на бытовой почве, так и с профессиональными преступниками и серийными убийцами. Однако главная работа этих детективов — раскрытие «холодных дел», а именно убийств, которые оставались нераскрытыми годами, а порой и десятилетиями. В телесериале широко затрагивается множество сложных социальных проблем Ванкувера, а также необычные человеческие увлечения и привычки, часто не поддающиеся однозначному определению и оценке.
В числе необычных особенностей телесериала были постоянно меняющийся состав главных героев, часто меняющаяся вступительная заставка и музыкальная тема.

## Правовые споры
В 2003 году в США на телеканале CBS стартовала полицейская драма «Детектив Раш». После просмотра первых эпизодов нового шоу некоторые телезрители и телекритики заметили подозрительную схожесть формата этого американского телесериала с канадской полицейской драмой «Тайна нераскрытых преступлений». Поклонники канадского телесериала обвинили создателей «Детектив Раш» в незаконном копировании концепции. В 2003 году канадские продюсеры всерьёз задумались о предъявлении правовых претензий в адрес телесериала «Детектив Раш». Продюсеры обоих шоу впоследствии вели активную переписку, чтобы уладить неприятное недоразумение.

## Награды
- Телесериал в разные годы выдвигался на премию Джемини в разных номинациях и выигрывал их 7 раз[11][12].
- Телесериал в разные годы выдвигался на премию Leo Awards в разных номинациях и выигрывал их 4 раза[13].